# Voisines (Yonne)
Voisines – miejscowość i gmina we Francji, w regionie Burgundia-Franche-Comté, w departamencie Yonne.
Według danych na rok 1990 gminę zamieszkiwało 299 osób, a gęstość zaludnienia wynosiła 11 osób/km² (wśród 2044 gmin Burgundii Voisines plasuje się na 615. miejscu pod względem liczby ludności, natomiast pod względem powierzchni na miejscu 231.).